# Tour Triangle
Tour Triangle este un zgârie-nori de 180 de metri, în formă de triunghi, care urmează să fie construit la Centrul Expozițional din Paris, în Franța.
Proiectat de agenția elvețiană de arhitecți Herzog & de Meuron, ideea construcției Turnului datează din 2008, construcția acestuia fiind întârziată de ani de dezbateri politice datorită impactului său asupra peisajului. În 2015 a fost aprobat definitiv, după modificarea regulii care nu permitea construirea de clădiri mai mari de 37 de metri înălțime, iar la sfârșitul anului 2021 a început construcția turnului.
Când va fi terminat, Tour Triangle va fi a treia cea mai înaltă clădire din perimetrul orașului Paris, în spatele Turnului Montparnasse, la 209 de metri, și, bineînțeles, Turnul Eiffel, la 324 de metri. Va include un hotel, un restaurant, un skybar și 70.000 de metri pătrați de birouri.